# (231673) 1994 LD6
(231673) 1994 LD6 là một tiểu hành tinh vành đai chính. Nó được phát hiện bởi Henri Debehogne ở Đài thiên văn La Silla ở Chile ngày 3 tháng 6 năm 1994.